# Caraway
Caraway es una ciudad ubicada en el condado de Craighead en el estado estadounidense de Arkansas. En el Censo de 2010 tenía una población de 1279 habitantes y una densidad poblacional de 227,36 personas por km².

## Geografía
Caraway se encuentra ubicada en las coordenadas 35°45′33″N 90°19′20″O / 35.75917, -90.32222. Según la Oficina del Censo de los Estados Unidos, Caraway tiene una superficie total de 5.63 km², de la cual 5.44 km² corresponden a tierra firme y (3.22%) 0.18 km² es agua.

## Demografía
Según el censo de 2010, había 1279 personas residiendo en Caraway. La densidad de población era de 227,36 hab./km². De los 1279 habitantes, Caraway estaba compuesto por el 98.51% blancos, el 0.16% eran afroamericanos, el 0.16% eran amerindios, el 0.78% eran de otras razas y el 0.39% pertenecían a dos o más razas. Del total de la población el 3.28% eran hispanos o latinos de cualquier raza.